# Priscilla Tyler

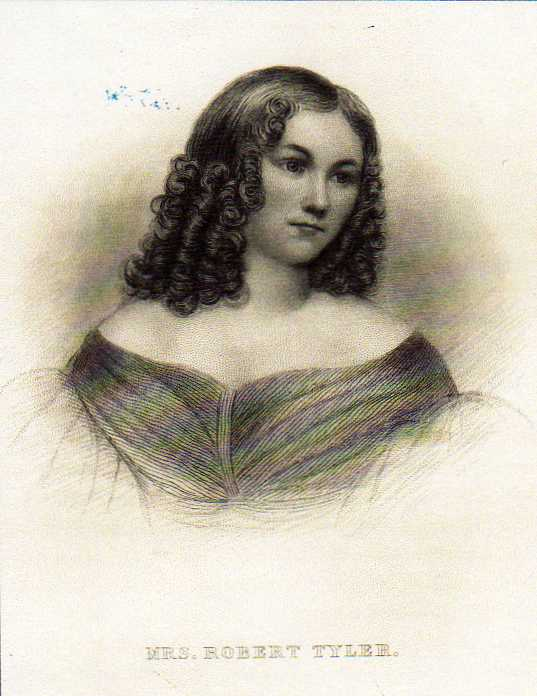
Priscilla Tyler

Elizabeth Priscilla Cooper Tyler (* 14. Juni 1816 in New York City; † 29. Dezember 1889 in Montgomery) war die Schwiegertochter des 10. US-Präsidenten John Tyler. Nachdem dessen Ehefrau Letitia noch vor dem Ende von Tylers Präsidentschaft gestorben war, war Priscilla Tyler vom 10. September 1842 bis zum 26. Juni 1844 First Lady der Vereinigten Staaten.

## Leben
Priscilla Coopers Vater, Thomas Apthorpe Cooper, war ein erfolgreicher Produzent, ihre Mutter, Mary Fairlee Cooper, war eine New Yorker Jetsetterin. Als Siebzehnjährige begann Priscilla Cooper als Schauspielerin zu arbeiten. Die Familie lebte in einem großen Haus in Broadway. Durch die Wirtschaftskrise von 1837 verloren die Coopers ihre Habe.
Während sie die Desdemona in einer Produktion von Othello in Richmond spielte, traf sie auf Robert Tyler, den ältesten Sohn John Tylers. Trotz sozialer Unterschiede heirateten die beiden am 12. September 1839 in Bristol, Pennsylvania.
1844 zog Robert Tyler nach Pennsylvania um und Priscilla Tyler musste das Weiße Haus verlassen.
Die Tylers blieben 16 Jahre lang in Pennsylvania. Nachdem Robert 1877 gestorben war, verbrachte seine Frau ihre letzten Lebensjahre in Montgomery, Alabama.